# Estación de Quart de Poblet (Metrovalencia)
Quart de Poblet es una estación de las líneas 3, 5 y 9 de Metrovalencia que se encuentra en el municipio de Cuart de Poblet. 

## Historia
Fue inaugurada en el año 2007 con la prolongación del metro hasta el Aeropuerto de Valencia y reinaugurada en el año 2015 con la inauguración de la línea 9 hacia Ribarroja del Turia. Está situada en la calle Reverendo Padre José Palacios, a unos 100 metros de la antigua estación de cercanías que daba servicio al municipio, fuera de servicio desde poco después de la llegada del metro a la localidad. 
La estación consta de dos vías separadas por un andén.